# Hipnologia
Hipnologia (gr. hýpnos – sen, lógos – nauka) – nauka zajmująca się badaniem stanu hipnozy i jej praktycznym wykorzystaniem.

## Geneza hipnologii w Europie
W okresie Rozbiorów Polski, gdy Rzeczpospolita Polska utraciła suwerenność a uczeni byli pozbawieni polskich praw obywatelskich i naukowych wówczas, życzliwie nastawiony był Théodule-Armand Ribot francuski psycholog, który opublikował w swoim dzienniku "Revue philosophique". z (1881 r.) artykuł psychologa Juliana Ochorowicza zatytułowany "Projet pour un Congrès international de psychologie". Po opublikowaniu artykułu J. Ochorowicza, podjęto próbę zjazdu naukowców z zakresu psychologii do Paryża pod przewodnictwem sekretarza profesora medycyny Charles R. Richet na Międzynarodowy Kongres Psychologii Fizjologicznej, która zakończyła się z powodzeniem, naukowcy z tej dziedziny wiedzy spotykają się kolejno w kongresach co roku aż do czasu obecnego. W czasie I Międzynarodowego Kongresu Psychologii Fizjologicznej na platformie w Wieży Eiffla w Paryżu, który odbył się w dniach 6–10 sierpnia 1889 r., był podzielony na cztery sesje. W drugiej sesji kongresu której poświęcona była hipnoza, była kierowana przez Józefa Rémi Léopold Delboeuf, profesora psychologii na Uniwersytecie w Liège Belgia, który założył również pracownię psychologiczną. Prezentacje i debaty w przeciwieństwie co do stanowisk szkoły w Nancy i Salpetriere szpitala w Paryżu, były podzielone. Według szkoły w Nancy, kierowanej przez lekarza medycyny Hippolyte Bernheim, że hipnoza to zjawisko normalnego zachowania związanego z sugestią i snem. Natomiast grupa Salpetriere, kierowana przez lekarza medycyny o specjalności neurologia Jean-Martin Charcot, który utrzymywał, że hipnoza jest stanem patologicznym, związanym z histerią. Studentami Jean-Martin Charcot byli m.in.: Zygmunt Freud, Józef Babiński i inni. Józef Babiński został w roku 1885 asystentem J. M. Charcota.

## Neurohipnologia
W związku z rozbieżnościami co do samej natury hipnozy, Zygmunt Freud odwiedził w tym celu zarówno grupę Nancy i grupę Salpetriere we Francji i wziął udział w kilku kongresach hipnozy i psychologii, był również świadkiem kilku ich prezentacji. Według raportu Williama Jamesa, "studenci szkoły z Nancy byli zdecydowanie w większości na posiedzeniach kongresu, a wszystko wydawało się, że oryginalna doktryna Salpetriere hipnozy, określanej jako stan patologiczny z trzech etapów dodatkowo przyczyny somatyczne. Była to już przeszłością ". H. Bernheim brał czynny udział w dyskusji hipnologicznej, ale jak zauważono wcześniej, J. M. Charcot, chociaż był honorowym przewodniczącym kongresu, nie uczestniczył w jego posiedzeniach. William James stwierdził, że różnorodność poglądów na temat samej hipnozy poprzez Zygmunta Freuda pokazała, jak wiele pracy naukowo-badawczej  jeszcze jest do zrobienia w tej dziedzinie nauki zwanej neuro- hipnologią.

## Prawo nauki
Sekretarz Generalny, I Kongresu Psychologii fizjologicznej, profesor medycyny Charles R. Richet (fizjolog), podczas swojego wystąpienia omówił metapsychologię i zaproponował status naukowy dla badań nad hipnozą. Hipnoza jako metoda hipnagogiczna znalazła prawo obywatelstwa w ramach empirycznej nauki jako hipnologia. Na Kongresie tym przedstawiono również najnowsze osiągnięcia naukowe z metapsychologii i hipnologii. Uniwersytet Jena (Niemcy), gdzie hipnologia została na stałe włączona do programu medycyny w końcu XX wieku. Wykładał tam hipnologię prof. Rudolf Heidenhain, który w 1859 otrzymał katedrę fizjologii na Uniwersytecie we Wrocławiu, gdzie pozostał do końca swojej kariery naukowej. Jego uczniami byli m.in. Carl Weigert i Iwan Pawłow.

## Kierunki badawcze
W XX wieku na podstawie wszechstronnych badań naukowych i bogatej literatury naukowej uznano nową dyscyplinę naukową – hipnologia.
Teoria hipnologii wywodzi się z filozofii religii i ma praktyczne zastosowanie w wielu dziedzinach nauki, przykładowo w medycynie (somnologia), psychologii (psychoterapia), pedagogice (hipnopedia). Polska prof. zw. dr hab. Marii Szulc w zależności od dziedziny zastosowania, podzieliła na kilka podstawowych kierunków badawczych:  
- hiperstezja – zastosowanie metody hipnozy do celów terapeutycznych (hipnoterapia);
- hiperanestezja – zastosowanie metody hipnozy do znieczuleń ogólnych i miejscowych;
- hipnopedia – zastosowanie metody hipnozy dla celów edukacyjnych (uczenia się);
- hipermnezja – pogłębianie pamięci (LTM, STM) w czasie fazy "snu";
- hiperpraksja – uruchomienie ukrytych rezerw energetycznych organizmu (może służyć dla regeneracji i odmłodzenia organizmu).
- hipnoanaliza – zastosowanie metody hipnozy do celów analizy marzeń sennych;
- hipnorelaksacja – łagodzenie stanu pobudzenia fal mózgowych (odstresowanie się);
- hipnoregresja – poznanie poprzednich wcieleń duchowych człowieka (regresja hipnotyczna);

Potwierdzone odruchy warunkowe studiowane przez Iwana Pawłowa były podstawą do badań psychologii eksperymentalnej dla zjawisk psychoterapeutycznych i oddziaływania hipnogenicznego (hamowania kory mózgowej) jako teorii czynników ideomotorycznych.

## Współcześnie
Wielu współczesnych pracowników nauki i badaczy, znających pełne zachowanie fizjologiczne i psychologiczne zachodzenia procesu hipnozy oraz możliwości jej wykorzystania dla dobra ludzkości, wyrażała pogląd w wielu publikacjach potwierdzając, że medycyna psychosomatyczna z zastosowaniem hipnozy będzie w przyszłości szeroko stosowana przez hipnologię. W XIX wieku pogląd ten podzielał również w licznych swych publikacjach, pracownik nauki hipnologicznej dr. hab. Julian Ochorowicz od roku 1889 jako członek francuskiego towarzystwa psychologii fizjologicznej. 
Kierunek badań naukowych i publikacji z hipnologii, podtrzymywała skutecznie prof. zw. Maria Szulc jako kierownik Zakładu Biochemii w Akademii Wychowania Fizycznego w Warszawie. Kierunek podtrzymywało wielu podstawowych badaczy odmiennych stanów świadomości m.in. lek. med. Bożena Figarska-Religa - specjalistka psychiatrii, prowadząc praktycznie hipnoterapię w Instytucie Rozwoju Umysłu w Szczecinie. Praktykę hipnologiczną prowadzi obecnie Prof Luiz Carlos Crozera w Brazylijskim Instytucie Hipnologii kładąc nacisk na cztery podstawowe aspekty: wewnętrzny aklimatyzacji (fizjologiczna), zewnętrzne uwarunkowania (środowisko), a zmniejszonej regeneracji psychicznej rejestrów, wszczepienie w formie "wyzwalaczy" i "negatywnych psychicznych zapisów t.j: blokady psychogenne". W Tajwanie w Hogwarts Hypnology Medical College, M.D. William Yuh-Ming Hung (psychiatra) prowadzi z powodzeniem  praktykę hipnologiczną jako instruktor i hipnoterapeuta według zasad (NGH) The National Guild of Hypnotists.
Hipnologia jako nauka społeczna jest słabo znana w Polsce.

## Znani społeczni badacze hipnologii
- James Esdaile
- Jean-Martin Charcot
- Józef Babiński
- James Braid
- Zygmunt Freud
- Julian Ochorowicz
- Josef Breuer
- Lechosław Gapik
- Julian Aleksandrowicz
- Jerzy Siuta
- Maria Szulc
- Lewis R. Wolberg
- Zbigniew Opaczewski
- Stefan Manczarski
- Jarosław Kantorowski
- Aleksander Sękowski
- Andrzej Chaciński
- Jan Rublewski
- Luiz Carlos Crozera
- William Yuh-Ming Hung
- Benedykt Peczko